# 고이데촌 (아키타현)
고이데촌(小出村)은 일본 아키타현 유리군에 설치되었던 촌이다.